# 婁子匡
婁子匡（1905年8月20日—2005年8月5日），筆名適翁，浙江紹興安昌镇人，民俗學家，中國民俗學研究的奠基人之一。杭州中國民俗學會的創始人之一。曾任《自立晚報》社長、中國文化大學教授、台灣中國民俗學會理事長。

## 家世
婁子匡出身山陰安昌娄氏，為地方望族。據《山陰安昌婁氏宗譜》所記，該族系係由江西上饒播遷到浙江紹興。據婁子匡本人所言，唐代名丞婁師德為其十六世祖。娄子匡父親婁彝，江蘇省吳縣地方法院法官，母親長侍父親於任所。

## 生平

### 早年經歷

#### 教育經歷
婁子匡于清光緒三十一年農曆七月生于浙江省绍兴府山阴县安昌鎮（今浙江省绍兴市柯桥区安昌街道），排行長子。民國5年（1916）入讀安昌鎮私立婁氏儲英初等小學，1921年就讀紹興縣立第一高等小學，其間亦接受過私塾教育。1925年以第一名成績考進紹興縣浙江省立第五中學，受教於文藝作家趙景深，受其啟迪，從此投身民俗學領域。
1927年，婁子匡將收錄的一百首紹興民謠、兒歌的本文呈給趙景深審閱，經修訂後被推薦到廣州中山大学民俗學會。1928年8月，其第一本民俗學著作《紹興歌謠》出版，被收入《中山大學民俗學會民俗叢書》。:171930年，出版《越歌百曲》。

#### 師從鐘氏
1930年，婁子匡在杭州拜會任教於浙江省立民眾教育實驗學校的鐘敬文，由此展開了長久而密切的師生關係。同年7月，他与江绍原、钟敬文在西湖發起創立中國民俗學會，:376為中國民俗學界第個全國性學術團體。:428月，婁子匡在《杭州民國日報》創辦副刊《民俗週刊》（此後共出版了60期:395）。:311930年代，參與創辦了南京、寧波、紹興、汕頭等多地的《民俗週刊》。:396

### 遷居台灣
1949年5月，婁子匡隨國軍由杭州撤退到臺灣。擔任《自立晚報》社長，主導社務。1950年11月，《自立晚報》刊文因涉嫌「蓄意侮辱元首」被查封。婁子匡隨後開始籌建出版社，1951年成立東方文化供應社，主編出版臺灣民間故事、各種東西方新舊叢書、期刊。
1951年8月，婁子匡与林衡道獲土耳其伊斯坦堡大學的邀請，參加第22屆國際東方學者會議。1952年6月，兩人又獲日本民俗學會、日本亞細亞學友會之邀以中國民俗學會代表身分参加中日民俗研究會和東亞學術會議。1957年起，婁子匡開始旅居歐洲，同年9月在慕尼黑參加第24屆東方學者會議，此後續留西德作研究。返臺後，翻譯並出版英文版《臺灣民間故事》。1958年，先後擔任《東方文藝》半月刊主編、中國文藝協會新設民俗文藝委員會理事長。1964年，受中國文化學院中文系聘任，主講俗文學課程。

### 晚年歲月
婁子匡晚年居住在台北市至善路附近小巷中一座曲尺形平房裡，環境簡樸。因早年从私立中國文化學院退休時，尚無退休金，僅靠出版發行書籍維持生計，生活並不寬裕。

## 外部連結
《山陰安昌婁氏宗譜》，(清)婁學忠(編)，（中華民國國家圖書館藏） （页面存档备份，存于）